# 황건하
황건하(1997년 8월 7일 ~ )는 대한민국의 뮤지컬 배우, 가수이다.  2020년 팬텀싱어 시즌3를 통해 탄생한 크로스오버 그룹 라비던스의 멤버로 활동 중이며, 2021년 창작뮤지컬 금악에서 뮤지컬 배우로 데뷔하였다.  
2016년 제 1회 한세대학교 뮤지컬 콩쿠르에 참가하여 심사위원이었던 PL엔터테인먼트 대표의 눈에 띄었고, 군입대 직전이었음에도 PL엔터테인먼트와 전속계약을 맺었다. 제대 후 복학하자마자 팬텀싱어3에 참가하여 PL엔터테인먼트 소속으로서 활동을 시작하였다.

## 학력
- 한림연예예술고등학교 뮤지컬과
- 중앙대학교 연극학과 뮤지컬전공 재학중

## 방송
- JTBC, 팬텀싱어3 (2020.04.10~2020.07.03)
- JTBC, 팬텀싱어 올스타전 (2021.01.26~2021.04.20)
- MBC, 복면가왕 235차 경연 (474회: 2024.11.24, 475회: 2024.12.01)
- KBS, 열린음악회
  - 제 1340회 (2021.07.04) - with 라비던스
  - 제 1346회 (2021.08.29) - with 라비던스
  - 제 1367회 (2022.01.30) - with 라비던스
  - 제 1438회 (2023.07.09) - with 손지수
  - 제 1442회 (2023.08.13) - with 라비던스
  - 제 1522회 (2025.05.04) - with 라비던스

## 공연
- 뮤지컬
  - 금악 禁樂 (경기시나위오케스트라 뮤지컬) - 이영 역 (2021)
  - 어차피 혼자 - 서산 역 (2022)
  - 오페라의 유령 - 라울 역 (2023-2024)

- 콘서트
  - 용인 뮤지컬스타페스티벌 갈라콘서트 (용인포은아트홀, 2015)
  - 서울 뮤지컬페스티벌 갈라 공연 (동대문디자인플라자, 2015)
  - DIMF 뮤지컬페스티벌 개막식 축하공연 (대구 오페라하우스 야외광장, 2015)
  - 팬텀싱어3 콘서트–서울 (경희대학교 평화의전당, 2020.08.15~08.17)
  - 팬텀싱어3 콘서트–대구 (대구 엑스코 1층, 2020.08.22)
  - 팬텀싱어3 콘서트–일산 (일산 킨텍스 제1전시장 4홀, 2020.10.17)
  - 팬텀싱어3 콘서트–부산 (벡스코 제1전시장 1홀, 2020.10.24)
  - 팬텀싱어3 콘서트–서울 앙코르 (경희대학교 평화의전당, 2020.11.13~11.14)
  - 월드비전 70주년 스토리 온라인 콘서트 '70+꿈, 길을 걷다' (월드비전 공식 유튜브, 20.12.03)
  - BMW코리아 창립 25주년 기념 언택트 콘서트 '함께, 더 멀리' (BMW코리아 공식 유튜브, 20.12.10)
  - 팬텀레터 (롯데콘서트홀, 2021.02.24)
  - 팬텀오브클래식 (세종문화회관 대극장, 2021.03.07)
  - 팬텀오브클래식 앙코르 (세종문화회관 대극장, 2021.03.28)
  - The 1st Gathering: viva Ra bidan! (온라인 콘서트, 2021.05.05)
  - 팬텀싱어 올스타전: 갈라 콘체르토 (올림픽 공원 올림픽홀, 2021.05.28~06.06)
  - 라비던스 ‘Meets the 오케스트라’ (예술의전당 콘서트홀, 2021.06.27)
  - Live Together 온라인 콘서트 (KOREAZ 외교부 채널, 2021.08.01)
  - 라비던스 1st TOUR ‘SPECTRUM’ IN 서울 (올림픽 공원 올림픽홀, 2021.08.07~08.08)
  - 2021 그레이트 콘서트 시리즈 (세종문화회관 대극장, 2021.11.12~11.13)
  - 2021 크리스마스 콘서트 ‘VARIOUS’ (대전예술의전당 아트홀, 2021.12.25~12.26)
  - 2022 국립국악관현악단 신년음악회 (국립극장 해오름, 2022.01.14)
  - 2022 봄날음악회 (롯데콘서트홀, 2022.02.22)
  - 보헤미안랩소디 with 오케스트라 (세종대학교 대양홀, 2022.04.30~05.01)
  - 보헤미안랩소디 with 오케스트라-부산 (부산 영화의 전당 야외극장, 2022.06.11)
  - 라비던스 팬미팅:RaRaRa 랄랄라 (연세대학교 백주년기념관 콘서트홀, 2022.06.26)
  - 라비던스 청춘음악회 (연세대학교 백주년기념관 콘서트홀, 2022.07.02)
  - 2024 라비던스 x 크레즐 SUDDENLY FESTIVAL 고양 (고양아람누리 아람극장, 2024.02.18)
  - 2024 라비던스 x 크레즐 SUDDENLY FESTIVAL 안산 (안산 문화 예술의 전당 해돋이극장, 2024.02.24)
  - 2024 라비던스 x 크레즐 SUDDENLY FESTIVAL 창원 (KBS 창원홀, 2024.03.10)
  - 2024 라비던스 단독 콘서트 SUDDENLY FESTIVAL 성남 (성남아트센터 오페라하우스, 2024.03.23)
  - 뮤지컬 갈라 콘서트 ‘잃어버린 정원’ (경희궁 숭정문 앞뜰, 2024.06.14)
  - 2024 The Masterpiece Concert (인스파이어 아레나, 2024.08.10~8.11)
  - 제 9회 월드비전과 함께하는 The Gift 소울챔버오케스트라 (예술의 전당, 2024.11.12)
  - 라라라 크로스오버 페스티벌 라비던스x크레즐 A-LIVE (롯데콘서트홀, 2025.08.16)

## 잡지
- 에스콰이어 (ESQUIRE)
  - 2020.09.25 국악 크로스오버 장인 라비던스와 함께한 하루 part.1
  - 2020.09.25 국악 크로스오버 장인 라비던스와 함께한 하루 part.2
- 시어터 플러스 (THEATRE plus)
  - 2021년 3월호, COVER, 라비던스, 2021.02.26.
  - 2021년 3월호, COVER STORY: 경이로운 라비던스_크로스오버 그룹 라비던스 2021.03.22.
  - 2021년 7월호, INTERVIEW: STEP BY STEP_뮤지컬 〈금악:禁樂〉 배우 황건하
  - 2023년 8월호, INTERVIEW: 황건하의 신세계_뮤지컬 <오페라의 유령> 배우 황건하, 2023.08.17.

## 앨범
- 라비던스 디지털싱글-고맙습니다 (2020)
- 라비던스 디지털싱글-이별가[2] (2020)
- 라비던스 첫번째 미니앨범-PRISM (2021)
- 라비던스 디지털싱글-Memory
- 라비던스 두번째 미니앨범-44 (The fourth power of four) (2022)

## 수상
- 서울내셔널 심포니 오케스트라 전국 음악 콩쿠르 뮤지컬 부문 학생 및 일반부 대상 수상 및 고등부 듀엣 1등상 수상 (2015)
- 용인 뮤지컬 스타 페스티벌 청소년부 금상 수상 (2015)
- DIMF 뮤지컬 스타 페스티벌 고등부 뮤지컬 스타상 수상 (2015)
- 서경대학교 뮤지컬 경연대회 장려상 수상 (2015)
- 한세대학교 뮤지컬 콘테스트 대학/일반부 우수상 수상 (2016)
- JTBC 팬텀싱어3 준우승-라비던스 (2020)
- 제18회 딤프 뮤지컬어워즈 신인상(오페라의 유령-라울 역) (2024)